# باشگاه فوتبال هالیفاکس تاون
باشگاه فوتبال هالیفاکس تاون (به انگلیسی: Football Club Halifax Town) یک باشگاه فوتبال در شهر هالیفاکس، یورکشایر غربی، کشور انگلستان است که در سال ۲۰۰۸ میلادی تأسیس شده‌است.